# 내한성
내한성(hardiness)은 식물에서 불리한 성장 조건에서 생존할 수 있는 능력을 나타낸다. 일반적으로 기후 역경에 대한 논의로 제한된다. 따라서 추위, 더위, 가뭄, 홍수 또는 바람을 견디는 식물의 능력은 일반적으로 강인함의 측정으로 간주된다. 식물의 내한성은 경도, 위도, 고도 등 자생 범위의 지리적 위치에 따라 정의된다. 이러한 속성은 종종 내한성 영역으로 단순화된다. 온대 위도에서 이 용어는 추위에 대한 저항성 또는 "내한성"을 가장 자주 설명하며 일반적으로 식물이 견딜 수 있는 가장 낮은 온도로 측정된다.
식물의 내한적 정도는 비내한성(tender)과 내한성(hardy)의 두 가지 범주로 나눌 수 있다. 비내한성 식물은 영하의 온도에서 죽는 반면, 내한성 식물은 식물에 따라 적어도 특정 온도 이하에서는 얼어도 살아남는다. "반내한성(half-hardy)"은 겨울이나 초봄에 더위에 파종하고 서리의 위험이 모두 지나간 후에 야외에 심는 화단 식물을 설명하기 위해 원예학에서 때때로 사용되는 용어이다. "완전히 내한적이다"(fully hardy)는 것은 일반적으로 왕립 원예 협회 분류에 따라 분류되는 식물을 의미하며 종종 이 방법을 사용하지 않는 사람들에게 혼란을 야기할 수 있다. 이러한 구별이 이루어지면 성장하고 전시하기 위해 높은 온도가 필요한 완전한 열대 식물을 "비내한성" 식물이라고 한다.
식물은 성장 조건에 대한 내성이 매우 다양하며 어느 정도 자체적으로 기후 변화에 적응할 수 있다. 특정 기후를 견딜 수 있는 품종의 선택적인 육종은 농업과 원예에서 중요한 부분을 차지한다. 식물 묘목 재배자의 작업 중 일부는 식물을 차갑게 굳히는 것, 즉 식물을 굳혀서 나중에 생길 수 있는 상황에 대비하는 것이다.

## 같이 보기
- 미기후